# Min-ťiang (Fu-ťien)
Min-ťiang (čínsky znaky 闽江) je řeka na jihovýchodě ČLR (Fu-ťien). Je 577 km dlouhá. Povodí má rozlohu 60 800 km².

## Průběh toku
Protéká převážně mezi výběžky horského hřbetu Uj-šan. Ústí do Tchajwanského průlivu, který odděluje Východočínské a Jihočínské moře v Tichém oceánu, přičemž vytváří estuár.

## Vodní režim
Průměrný roční průtok vody na dolním toku činí přibližně 2000 m³/s, maximální až 30 000 m³/s. V létě dochází k povodním, při nichž dochází k velkému kolísání úrovně hladiny a průtoku.

## Využití
Využívá se na zavlažování, přičemž napájí hustou síť zavlažovacích kanálů. Na řece byla vybudována vodní elektrárna. Na dolním toku je možná vodní doprava. Leží na ní město Nan-pching a nedaleko ústí velký námořní přístav Fu-čou.